# Покровський Василь Тимофійович
Василь Тимофійович Покровський (3 березня 1839 — 31 січня 1877) — лікар-терапевт, професор Київського університету.

## Біографія
Народився 3 березня 1839 року поблизу міста Калуги у сім'ї священика. У 1861 році закінчив Петербурзьку медико-хірургічну академію. У 1866—1867 роках — доцент цієї ж академії. З 1867 року — професор Київського імператорського університету Святого Володимира й ординатор Київського військового госпіталю.
Покровський був учнем С. П. Боткіна, сприяв поширенню в Україні його ідей. Праці присвячені вивченню діяння окису вуглецю на організм, питанням боротьби з епідеміями, диференціальної діагностики тифозних захворювань тощо. Під час роботи у Києві почав застосовувати в клінічній практиці лабораторний метод дослідження. Під його керівництвом на медичному факультеті Київського імператорського університету Святого Володимира викладались курси педіатрії, шкірних хвороб, отоларингології, нервових і психічних хвороб.
У 1877 році очолював боротьбу з тифозними епідеміями у Києві, саме тоді захворів на епідемічний висипний тиф і помер.